# Dusun Kebon
Dusun Kebon is een bestuurslaag in het regentschap Tanjung Jabung Barat van de provincie Jambi, Indonesië. Dusun Kebon telt 2620 inwoners (volkstelling 2010).